# مکاد بروکس
مکاد بروکس (به انگلیسی: Mehcad Brooks)(زاده ۲۵ اکتبر ۱۹۸۰) بازیگر آمریکایی است.
از فیلم‌هایی که وی در آن نقش داشته است می‌توان به سریال سوپرگرل اشاره کرد.